# Fibwi4
Fibwi4 (anteriormente Canal 4) es un canal de televisión en abierto español de cobertura autonómica que emite para las Islas Baleares. Está operado por Fibwi, propiedad del empresario Francisco Alcalde Toledo. Emite una programación de carácter generalista.
El canal pretende dar cobertura en el conjunto balear con una programación basada en la proximidad y la pluralidad. Como Canal 4 en sus orígenes, empezó sus emisiones hace 30 años y se fundamentan en espacios informativos, divulgativos y de entretenimiento. 

## Historia
Iniciada como Canal 4 en sus inicios, fue fundado en 1986, cuando un grupo de cuatro amigos de Son Sardina, en Palma de Mallorca, entre los cuales había el presidente de la asociación de vecinos, Joan Calafat, empezaron a emitir un espacio semanal con informaciones, desde el comedor de su casa, para los habitantes de la barriada.
Posteriormente, trasladaron los estudios a una iglesia en Sa Garriga en que, tras conversaciones de Calafat con el obispo Teodor Úbeda, se llegó a un acuerdo de colaboración Iglesia-Canal 4 mediante la cual le cedían la mitad de la iglesia a cambio de espacios televisivos.
Es, por lo tanto, la pionera de las televisiones locales de Mallorca, y de aquí deriva su nombre, puesto que entonces fue la cuarta cadena de televisión que podían ver los espectadores isleños (tras TVE-1, La 2 y TV3). Posteriormente, Joan Calafat abandonaría el proyecto por crear Canal 37, más tarde transformado en M7 Televisión.
Aunque inicialmente tan solo emitía en Son Sardina, poco a poco su ámbito se fue extendiendo, primero en la capital balear y después al resto de la isla. Del mismo modo, su programación se hizo más variada, y son populares de esa época las películas (generalmente, parodias de westerns) protagonizadas por vecinos de la barriada, entre los cuales destacó la figura de Antoni Díez, actor amateur desaparecido en 2005.
En 1994, Emili Bohigas, conocido empresario mallorquín del sector del espectáculo y presidente del grupo de empresas Bravo, adquirió la mayoría de las acciones de la emisora, y con esto se inició un proceso de profesionalización, fuertes inversiones y constante expansión.
Desde 1995, Canal 4 transmite teletexto.
En el año 2000 se inauguraron sus nuevas instalaciones en el Polígono industrial Can Valero, en Palma, que cuenta con 4.000 m² de superficie. Desde 2007 también emite desde el Parc Bit, en Son Espanyol. Desde julio de 2021, tiene sus instalaciones en el Polígono industrial de Son Castelló, en la Gran Vía Asima, 2, donde cuenta con una instalación de 500 metros cuadrados
Durante la temporada 2006-2007 le fueron otorgadas licencias de TDT para emitir en toda la comunidad autónoma balear.
El 1 de marzo de 2011, Canal 4, Clip TV, Menorca TV y Business TV integraron sus emisiones en las Islas Baleares. La televisión resultante se denominaba Canal 4 Business y tenía alcance autonómico gracias a su difusión a través de las tres licencias TDT de Canal 4 para Mallorca, Menorca, Ibiza y Formentera. La programación combina la apostaba por la economía y el análisis de los mercados que identifica los programas de Business TV con la producción local y la atención a la actualidad balear que caracterizó a Canal 4 durante sus 25 años de emisiones. En febrero de 2012 se rompió este acuerdo volviendo el canal a su estado anterior.
El 16 de septiembre de 2013, a las 16:09, Canal 4 cambió su relación de aspecto de 4:3 a 16:9. El 1 de noviembre de 2021, inicia las emisiones en alta definición para todo el archipiélago.
De 2011 a 2012 y de 2015 a 2019 estuvo vinculada a Grupo Intereconomía emitiendo programación de Intereconomía Televisión y Radio Intereconomía. Actualmente, está desvinculada y ya no emite programación de Grupo Intereconomía.
En el verano de 2021 el canal fue comprado por el operador de telecomunicaciones fibwi, que lo fusionó con su canal fibwi Live, emitiendo con el nombre fibwi 4 TV. En septiembre de 2022, el canal pasa a llamarse Fibwi Tv Autonómica.
Apenas un año después de la venta del canal a fibwi, su antiguo propietario, el empresario Jacinto Sinto Farrús, compra el canal teve.cat y lo rebautiza como Canal 4, lo que supone el renacimiento del canal, tanto en Cataluña como en Mallorca.
En febrero de 2024 Fibwi4k inicia sus emisiones en ulta alta definición 4K o UHD en la Isla de Mallorca, un hito Pionero en las Islas Baleares. 

## Emisora de radio
En la actualidad tiene este grupo una emisora de radio llamada Fibwi Radio, que emite en la frecuencia 103,9 MHz de FM.

## Diario Digital
En la actualidad tiene este grupo un diario digital llamado www.fibwidiario.com.